# ناس الخير
ناس الخير هو برنامج يقع بثه على قناة نسمة في تونس والمغرب العربي تم بث هذا البرنامج لأول مرة عام 2012 م مهمة هذا البرنامج مساعدة المحتاجين في تونس و الجزائر و حل المشاكل أيضا في كل من البلدين لحل مشكلتك يتطلب أن تتصل بمقدمة البرنامج و لكن تم استبدال هذا البرنامج ببرنامج خليل تونس عام 2016 م ولكن تم إزالة برنامج ناس الخير في العام 2014 م و بعد عامين من إزالة برنامج أنشأ برنامج خليل تونس .